# Сюскюянйоки
Сюскюянйоки (фин. Syskyänjoki) — река в России, протекает по Питкярантскому району Карелии.
Вытекает из озера Сюскюярви, впадает в залив Сюскюянлахти Ладожского озера. Длина реки составляет 33 км, площадь водосборного бассейна 477 км².
- В 17 км от устья, по правому берегу реки впадает река Кулисмайоки.

## Озёра
К бассейну реки относятся озёра:
- Мется-Рекиярви
- Кулисмаярви
- Финкино
- Руокоярви
- Андронино
- Хипполанъярви

## Фотографии
|  |  |  |

## Данные водного реестра
По данным государственного водного реестра России относится к Балтийскому бассейновому округу, водохозяйственный участок реки — Водные объекты бассейна оз. Ладожское без рр. Волхов, Свирь и Сясь, речной подбассейн реки — Нева и реки бассейна Ладожского озера (без подбассейна Свирь и Волхов, российская часть бассейнов). Относится к речному бассейну реки Нева (включая бассейны рек Онежского и Ладожского озера).
Код объекта в государственном водном реестре — 01040300212102000011136.